# Доленє Кроново
Доленє Кроново (словен. Dolenje Kronovo) — поселення в общині Шмарєшкі Топлиці, регіон Південно-Східна Словенія, Словенія.